# Икейский район
Икейский район — район, существовавший в Иркутской области РСФСР. Образован указом Президиума Верховного Совета РСФСР 7 февраля 1945 года путём выделения из территории Нижнеудинского и Тулунского районов.
К 1 января 1948 года район включал 13 сельсоветов: Владимировский, Гарбакарайский, Едагонский, Изегольский, Икейский, Караугунский, Катарбейский, Кирейский, Кургатейский, Нижне-Бурбукский, Одонский, Орикский и Чеховский.
В районе издавалась газета «Икейский колхозник».
На основании указа Президиума Верховного Совета РСФСР от 15 июля 1953 года Икейский район был упразднён, а его территория передана в Тулунский район. Часть сельсоветов в итоге оказалось в Нижнеудинском районе.